# Faciens misericordiam
Faciens misericordiam ("La concessione del perdono") è una bolla papale, promulgata da papa Clemente V il 12 agosto 1308, nell'ambito del processo contro il Templari. Con essa si richiedeva un nuovo Concilio ecumenico, che si sarebbe dovuto tenere nel 1310 e furono date, inoltre, le direttive per raccogliere le deposizioni dei templari, inquisiti durante la campagna perpetrata da Filippo IV di Francia, per ottenere la loro delegittimazione

La bola bolla venne stesa l'8 agosto 1308 per essere poi promulgata pochi giorni dopo innanzi al Collegio dei Cardinali.

## Contenuto
Il documento dava le disposizioni per creare delle commissioni papali incaricate di indagare  sulle azioni dell'ordine dei cavalieri Templari. Veniva sancita, inoltre, l'indizione di un concilio ecumenico, da convocare nel 1310, per discutere problemi urgenti del cristianesimo, come l'organizzazione di una nuova crociata. Per quanto riguarda i Templari, la bolla ordinava la raccolta, in tutta la cristianità, delle deposizioni dei Templari, che sarebbero poi pervenute al Papa, che avrebbe deciso quale destino riservare all'Ordine.

## Commissione in Francia
La Pontificia Commissione di Parigi consisteva in: 
- Gilles Aycelin (arcivescovo di Narbonne)
- Guillaume Durand (vescovo di Mende)
- William Bonnet(Vescovo di Bayeux)
- Raynaud La Porte (vescovo di Limoges)
- John Montlaur (vescovo Maguelone)
- Matteo Napoli (notaio apostolico)
- Giovanni di Mantova (Arcidiacono di Trento)
- William Argan (preposto della chiesa di Aix)

## Commissione in Italia
La Pontificia Commissione d'Italia .  consisteva in:
- Rinaldo da Concorezzo (arcivescovo di Ravenna)
- Giovanni di Polo (arcivescovo di Pisa)
- Lottieri Della Tosa (vescovo di Firenze). Alla sua morte nel 1308, fu sostituito da Antonio d'Orso
- Rainerio del Porrina (vescovo di Cremona)

## Convocazione del Concilio ecumenico di Vienne
Pochi giorni dopo la  Faciens misericordiam , il Papa emanò la bolla  Regnans in coelis , con la quale indicava ulteriori dettagli sul prossimo concilio ecumenico. Sebbene l'apertura fosse prevista per il 1310, il concilio fu rinviato, a causa delle lunga durata dei processi contro i Templari. Alla fine fu convocato come Concilio di Vienne (1311-1312) in Vienne, nel sud est della Francia .